# 3،3،3،2-رباعي فلورو البروبين
3,3,3,2-رباعي فلورو البروبين هو مركب كيميائي عضوي من مركبات الفلوروكربون، له الصيغة الكيميائية C3H2F4 ويكون على شكل غاز في الشروط القياسية من الضغط ودرجة الحرارة.
للمركب الرمز HFO-1234yf، وهو يستخدم في مجال التثليج.

## التحضير
ينتج المركب حصرياً من شركة كيماورز Chemours، التابعة لشركة دوبونت، وكذلك من شركة هانيويل.
يمكن أن تتم عملية التحضير انطلاقاً من 3،2،1-ثلاثي كلورو البروبان ثم بإجراء تفاعل حذف ثم تفاعل إضافة لذرة الفلور الوسطى، ثم بالفلورة الجزئية.

## الخواص
يوجد 3,3,3,2-رباعي فلورو البروبين على شكل غاز عديم اللون قابل للاشتعال في الشروط القياسية من الضغط ودرجة الحرارة، وهو على العكس من مركبات الكلور العضوية لا يساهم في نضوب الأوزون، إذ أن له قيمة احتمالية حدوث احترار عالمي تبلغ 4، وهي قيمة منخفضة نسبياً. يعود انخفاض تلك القيمة إلى الفعالية الكيميائية للمركب إذ أنه يمكث حوالي 12 يوماً في الجو ليتفاعل بعدها في تفاعل حلمهة إلى حمض ثلاثي فلورو الأسيتيك (TFA).

## الاستخدامات
يستخدم 3,3,3,2-رباعي فلورو البروبين (HFO-1234yf) كبديل لمركب 2،1،1،1-رباعي فلورو الإيثان (HFC-134a) كمادة من مواد التثليج في أجهزة تكييف الهواء في بعض أنواع السيارات.